# Figura św. Jana Nepomucena w Drzewicy
Figura św. Jana Nepomucena w Drzewicy – nepomuk znajdujący się w na placu otaczającym kościół św. Łukasza w Drzewicy (przed elewacją frontową).
Figurę na cokole wysokim na 185 cm wzniesiono w 1788. Autorem był rzeźbiarz Martinus Meir. Postać świętego ma około 150 cm wysokości. Temat potraktowano z umiarem i delikatnością. Głowa zwrócona jest ku prawemu ramieniu. Ręce podniesione do wysokości piersi podtrzymują krzyż z postacią Chrystusa oparty o prawe ramię św. Jana. Postać jest ubrana w szaty liturgiczne: sutannę, komżę, krótką pelerynkę, jak również w biret. Wokół głowy metalowa aureola z gwiazdami. Na frontowej ścianie cokołu znajduje się herb Junosza (był to herb rodziny Szaniawskich, właścicieli miasta w XVIII wieku). Na tablicy inskrypcyjnej umieszczony jest napis o treści: TA STATUA KOSZTEM / LUDWIKI Z ZAŁUSKICH / SZANIAWSKIEY STAROŚCINY BOLESŁAWSKIEY JEST / WYSTAWIONA i poniżej: ANNO DNI 1788 / DIE 11 JUNY.